# (9017) Babadzhanyan
(9017) Babadzhanyan est un astéroïde de la ceinture principale.

## Description
(9017) Babadzhanyan est un astéroïde de la ceinture principale. Il fut découvert le 2 octobre 1986 à Naoutchnyï par Lioudmila Jouravliova. Il présente une orbite caractérisée par un demi-grand axe de 2,57 UA, une excentricité de 0,23 et une inclinaison de 5,8° par rapport à l'écliptique.

## Compléments